# Anartia obscurata
Anartia obscurata är en fjärilsart som beskrevs av De la Maza 1976. Anartia obscurata ingår i släktet Anartia och familjen praktfjärilar. Inga underarter finns listade i Catalogue of Life.